# Żółkiewka-Osada
Żółkiewka-Osada (używana nazwa Żółkiewka) – osada w Polsce, położona w województwie lubelskim, w powiecie krasnostawskim, w gminie Żółkiewka. Leży nad rzeką Żółkiewką. W latach 1702–1870 samodzielne miasto. 
Według Narodowego Spisu Powszechnego (III 2011 r.) miejscowość liczyła 755 mieszkańców. W latach 1975–1998 miejscowość administracyjnie należała do województwa zamojskiego.

## Nazwy
Wspólnotą samorządową osób zamieszkujących obszar miejscowości Żółkiewka-Osada jest sołectwo "Żółkiewka-Osada".
Osada "Żółkiewka-Osada" jest faktyczną siedzibą gminy Żółkiewka. Z mocy prawa jednak siedzibą tej gminy jest nieistniejąca miejscowość "Żółkiewka". 

## Położenie i topografia
Żółkiewka leży w południowej części województwa lubelskiego, przy drogach wojewódzkich numer 837 i 842. Przez osadę przepływa rzeka Żółkiewka, która na południowo-zachodnim krańcu miejscowości rozlewa się tworząc zalew. W północnej części znajdują się dwa wiatraki prądotwórcze. Przy ulicy Szkolnej znajduje się urząd gminy Żółkiewka i szkoła podstawowa.
Na terenie Żółkiewki znajdują się dwie parafie: polskokatolicka parafia św. Jakuba Apostoła i rzymskokatolicka parafia św. Wawrzyńca. Oprócz tego w Żółkiewce działa zbór Świadków Jehowy. Do 1938 roku w Żółkiewce znajdowała się synagoga, a 500 m na północ zniszczony podczas II wojny światowej cmentarz żydowski. We wschodniej części miejscowości znajduje się cmentarz komunalny.
18 listopada 2022 roku w Żółkiewce został uroczyście odsłonięty pierwszy w Polsce okazały monument poświęcony hetmanowi Stanisławowi Żółkiewskiemu (1547-1620) zwycięzcy w słynnej bitwie pod Kłuszynem.

## Historia

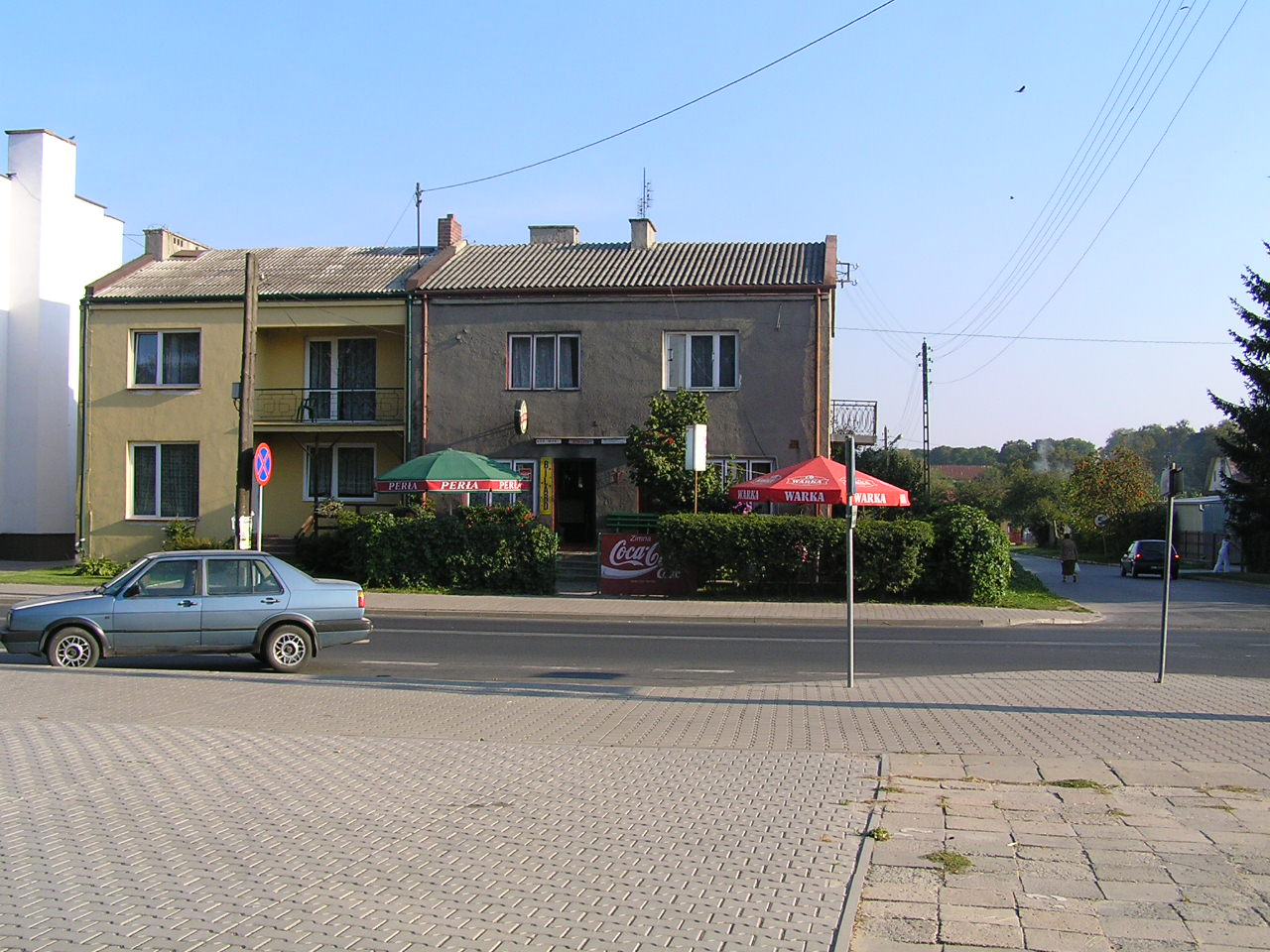
Żółkiewka – centrum osady

Pierwsza wzmianka o miejscowości Żółkiew pochodzi z 1359 roku. W XVI wieku powstał tutaj zbór kalwiński, który istniał do 1609 roku. W 1702 roku Żółkiew otrzymała prawa miejskie. Potem nastąpiła zmiana nazwy miasta na Żółkiewka. W 1772 roku Żółkiewka znalazła się w zaborze austriackim. W 1809 roku weszła w skład Księstwa Warszawskiego, a w 1815 roku – Królestwa Polskiego. W 1863 roku rozegrała się tu bitwa między oddziałami powstańczymi a rosyjskimi.
13 stycznia 1870 r. pozbawiono Żółkiewkę praw miejskich.
W 1894 w Żołkiewce urodził się Mieczysław Basiewicz, major piechoty Wojska Polskiego.
W okresie międzywojennym, w 1936 roku zdewastowano miejscowy cmentarz żydowski, a w 1937 i 1938 roku doszło do wybuchu antyżydowskich zamieszek. 21 maja 1938 roku Żółkiewka została zniszczona przez wielki pożar, w którym spłonęła między innymi murowana synagoga. W owym czasie w Żółkiewce żyło około 1,5 tys. Żydów.
Podczas agresji III Rzeszy na Polskę, we wrześniu 1939 roku Żółkiewkę zajęły wojska niemieckie. Następnie w wyniku porozumień Niemcy wycofali się, i 28 września 1939 roku do Żółkiewki wkroczyły wojska Armii Czerwonej. W wyniku kolejnych porozumień, na początku października Armia Czerwona wycofała się, a Żółkiewka znalazła się chwilowo na ziemi niczyjej. W nocy z 7 na 8 października 1939 roku w Żółkiewce doszło do pogromu ludności żydowskiej, w którym zginęło 23 Żydów. Następnie miejscowość zajęli Niemcy, którzy w maju i sierpniu 1942 roku deportowali 2 tys. Żydów z Żółkiewki do obozu zagłady w Bełżcu. Około 200 Żydów rozstrzelano na miejscu. 
14 maja 1943 roku grupy wypadowe Armii Krajowej i Gwardii Ludowej dokonały akcji na urząd gminy w Żółkiewce, dezorganizując jego pracę na rzecz okupacyjnego reżimu III Rzeszy. W czasie kolejnej akcji dokonanej 12 lutego 1944 roku przez partyzantów z Armii Krajowej i Batalionów Chłopskich na areszt policyjny uwolniono więzionych w nim Polaków. Ostatnia akcja uwolnienia więżniów miała miejsce w marcu 1944 roku. Oprócz uwolnienia więźniów, rozbito posterunek policji granatowej i zdobyto broń. Pomyślnie zakończoną akcję przeprowadziły tym razem wspólnie oddziały Armii Krajowej, Batalionów Chłopskich i Armii Ludowej.   

### Właściciele
Po nadaniu Żółkwi prawa magdeburskiego w 1603 roku, rody Żółkiewskich, a następnie ich spadkobiercy posiadali dwie posiadłości o tej samej nazwie. Żółkiew, jako gniazdo rodowe i szybko rozwijające się. W 1702 roku Aleksander Żółkiewski pierwszy użył nazwy zdrobniałej «Żółkiewka», a w 1714 roku Aleksander wybudował w Żółkiewce trzeci drewniany kościół. Po jego śmierci w 1720 roku Żółkiewkę dziedziczy jego córka Zofia, żona Samuela Głogowskiego.
Od rodziny Głogowskich w 1738 roku Żółkiewkę z okolicznymi wsiami odkupuje Antoni Gruszecki (ojciec malarza Antoniego Gruszeckiego), z rodu Gruszeckich herbu Lubicz, a od niego w 1755 roku Żółkiewkę kupuje sędzia ziemski chełmski Tomasz Stamirowski, późniejszy starosta krasnostawski. Tomasz Stamirowski miał dobre stosunki z ostatnim królem Polski – Stanisławem Poniatowskim, który w 1787 roku gościł w Żółkiewce. W latach 1769–1770 Tomasz Stamirowski pobudował istniejący obecnie kościół dla wyznawców rzymskokatolickich. W 1796 roku, po śmierci Tomasza, jego syn Antoni Stamirowski w 1800 roku sprzedaje Żółkiewkę bogatemu kupcowi pochodzenia niemieckiego Janowi Weberowi. W 1813 roku Żółkiewkę, jako wiano ślubne, otrzymuje jego trzynastoletnia córka Ludwika, wychodząca za mąż za również bogatego fabrykanta spod Lwowa Ludwika Preszla.
Nikły rozwój infrastruktury miejskiej oraz odwet zaborcy po klęsce powstania styczniowego doprowadziły ukazem cara Aleksandra II (z 1 czerwca 1869 roku) do utraty przez Żółkiewkę prawa miejskiego i zaszeregowania jej do grupy tzw. osad.

## Zabytki
- Cmentarz żydowski w Żółkiewce
- Kościół św. Jakuba Apostoła w Żółkiewce
- Kościół św. Wawrzyńca w Żółkiewce

## Sport
W miejscowości funkcjonuje założony w 1970 roku Gminny Klub Sportowy Hetman Żółkiewka. W sezonie 2014/2015 występował w III lidze, zajmując 17 miejsce i zdobywając 28 punktów. W sezonie 2021/2022 Hetman Żółkiewka występuje w klasie okręgowej. Barwy klubowe: niebiesko-białe.
Klub korzysta ze Stadionu Miejskiego z 387 miejscami siedzącymi i boiskiem o wymiarach 100 × 57 m.

## Galeria

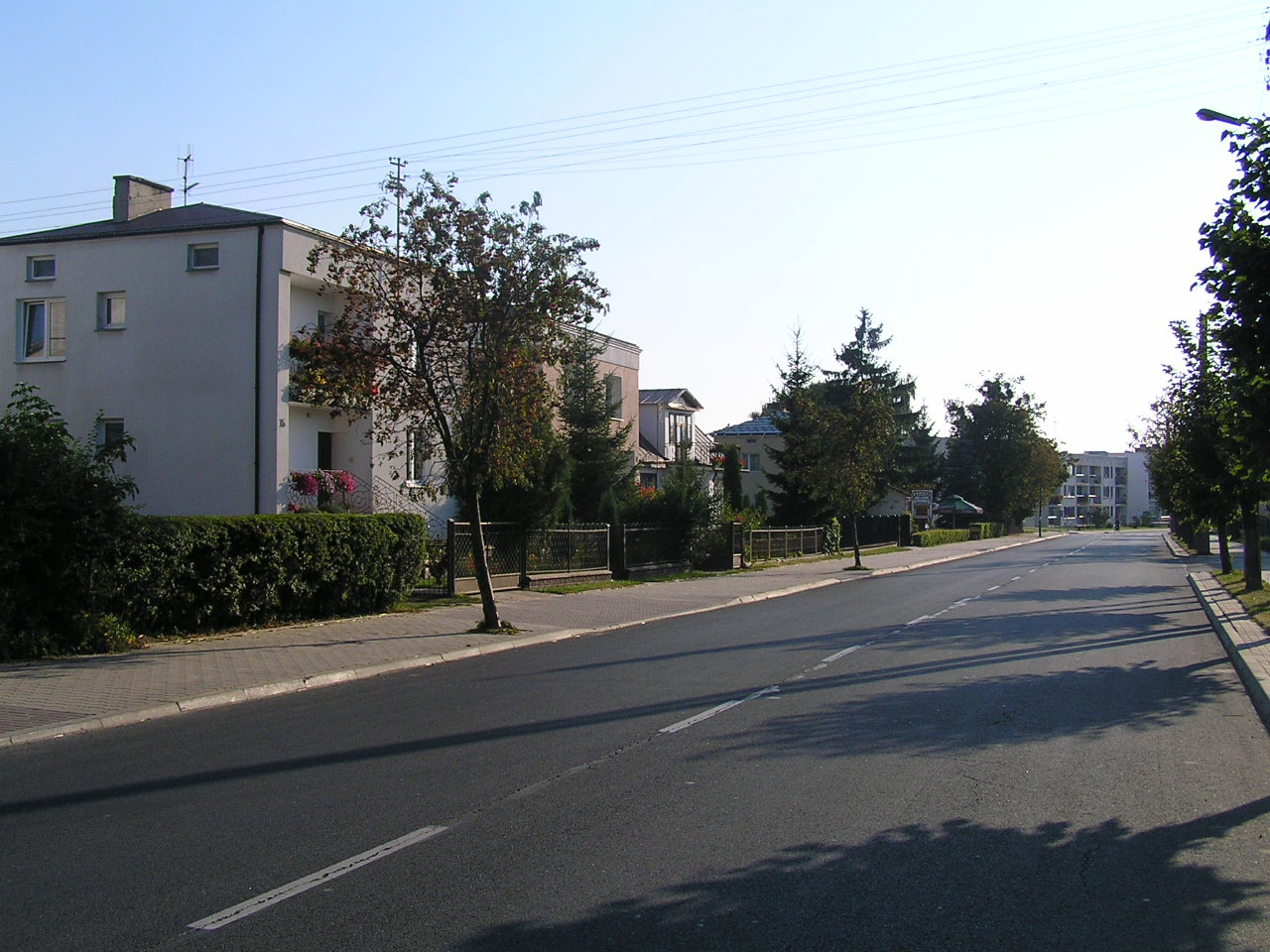
Żółkiewka – główna ulica
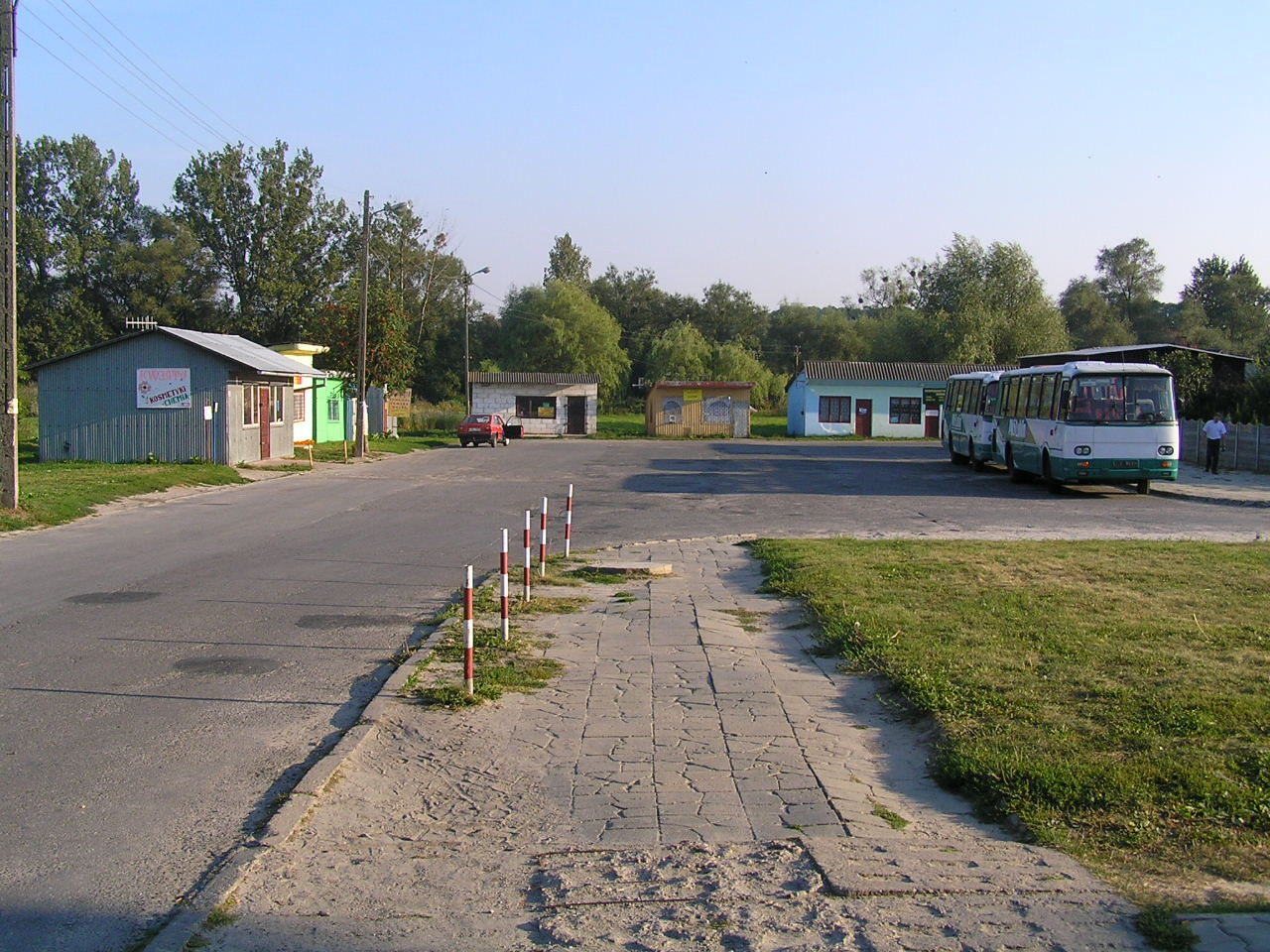
Dworzec PKS w Żółkiewce
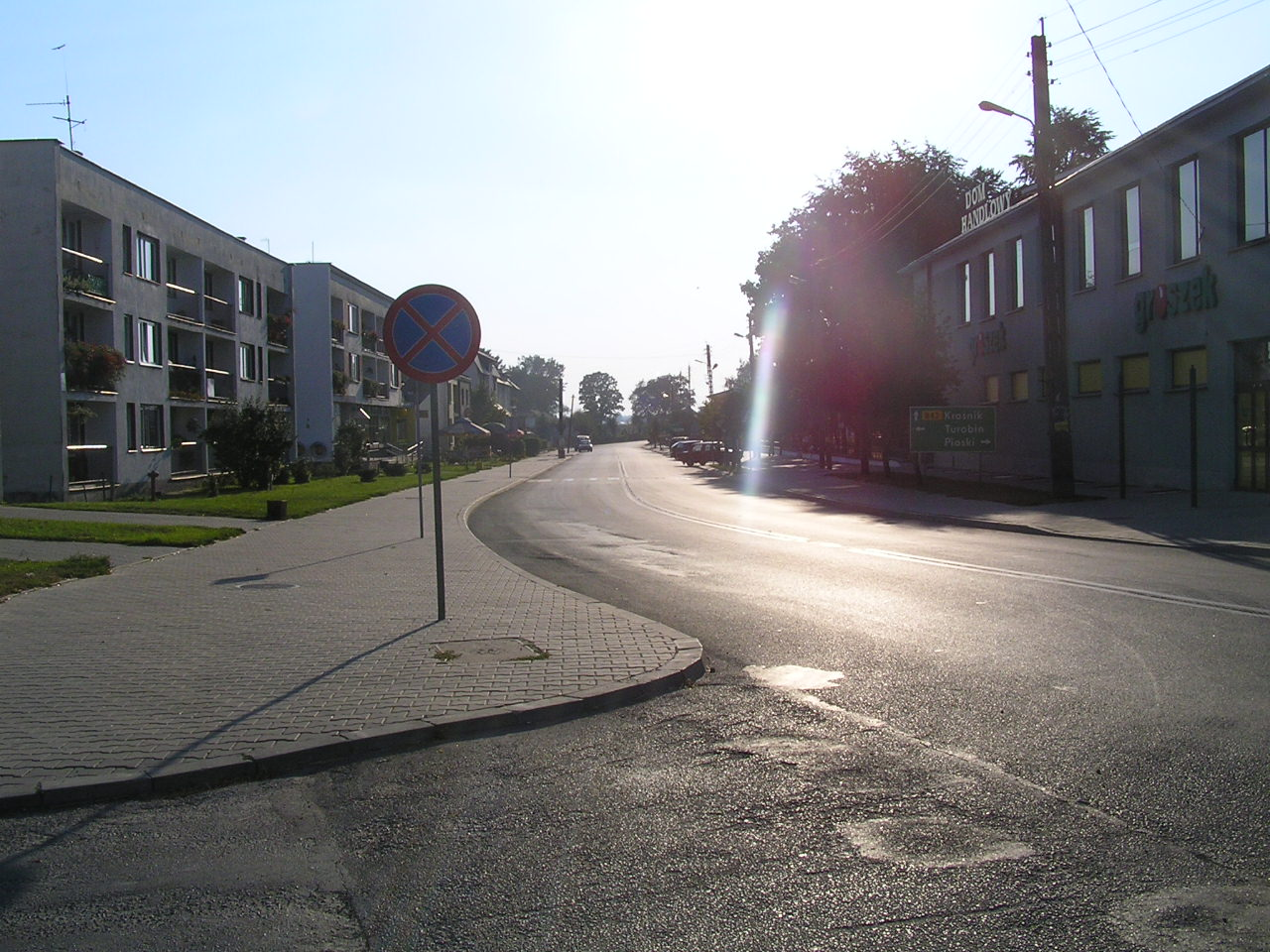
Żółkiewka – centrum osady
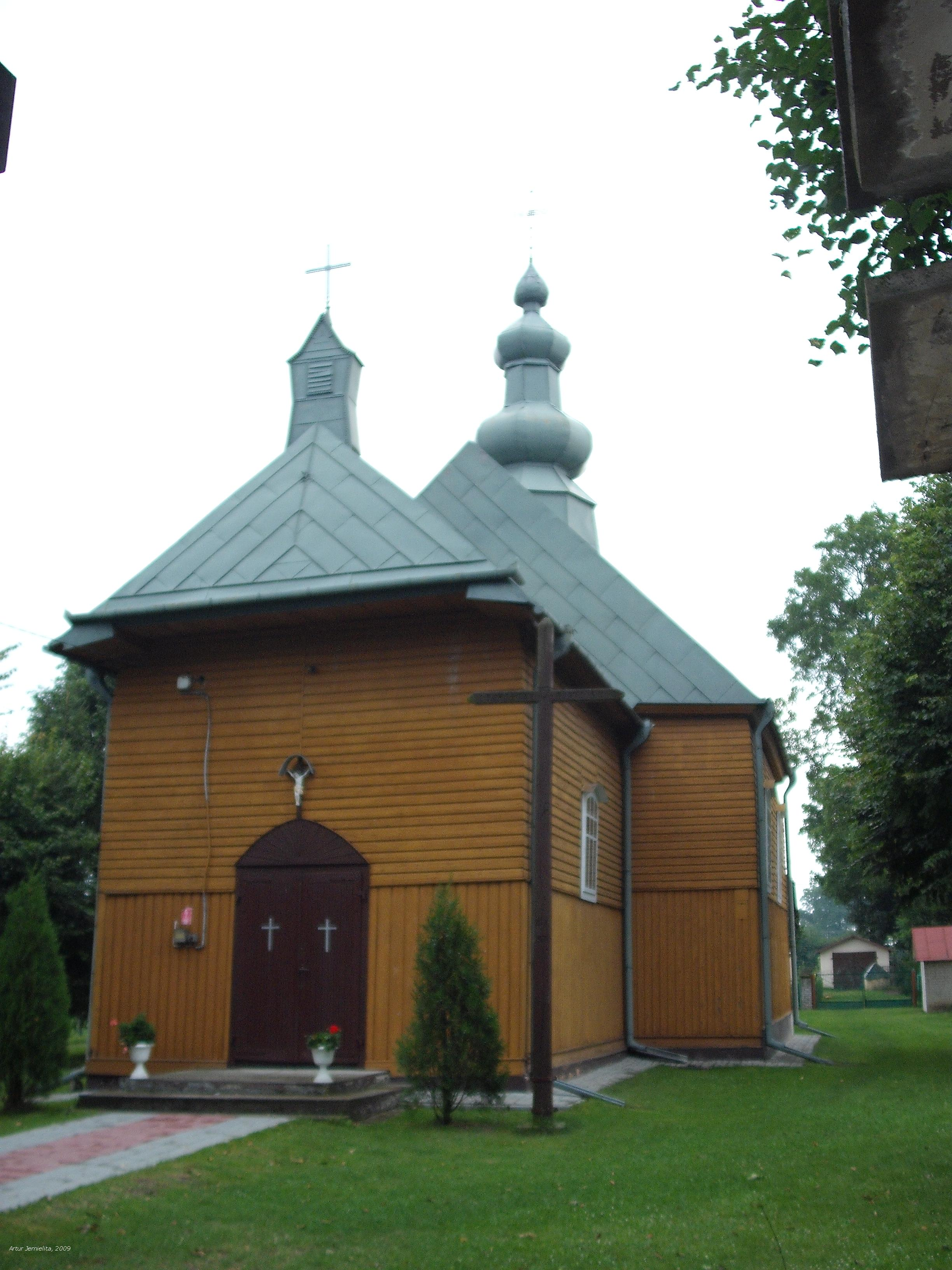
Kościół polskokatolicki św. Jakuba